# Damnés
Pour les articles homonymes, voir Les Damnés.
Damnés (Damned), publié en 2011, est un roman de l'écrivain américain Chuck Palahniuk.

## Résumé
Une préadolescente de 13 ans, Madison, sans doute sous Xanax, meurt à domicile dans des circonstances imprécises, et se retrouve en Enfer, en cellule avec grilles, barreaux, et vols de chauve-souris vampires : 
Madison, tu es morte, alors calme-toi !
En proie à des visions terribles, elle s'adresse à Satan lui-même, au moins pour être appréciée, mais croise surtout des succédanés, ou des divinités secondaires plus anciennes.
Elle ne trouve pas beaucoup de motifs d'être damnée, à part d'être physiquement une vraie truie, grassouillette, victime d'obésité infantile. Elle a par contre beaucoup à reprocher à ses parents, dont elle cherche surtout à se dissocier.
Elle se retrouve assez vite dans un groupe de cinq jeunes morts prématurés en virée d'exploration des Enfers : Grand Océan toxique du sperme gâché, Grandes Plaines de verre brisé, Grandes Prairies des lames de rasoir, Marais des grossesses interrompues, Marais des avortements par naissance partielle, Cascades de vomi bouillant, Vallée des couches jetables usagées, Torrent de salive chaude, Lac de bile tiède, Désert des pellicules, Mer des insectes, Monticules des rognures d'ongles, Rivière de sang, Marias de la sueur rance, Montagnes des crottes de chiens, Portes de nacre...
La mort, c'est bien plus que la perte du corps : il faut aussi perdre souvenirs, fierté, honte, ambitions, espérance, rêves, aspirations, colère... et soigner traumatismes et résignation. Il faut aussi que les âmes désorientées choisissent entre deux types d'activité : les sites Web infernaux ou le télémarketing également en direction des vivants, pour les persuader de ne pas redouter leur mort imminente.
L'Enfer est the place to be, car on y croise d'anciennes divinités (dont Psezpolina, Cernunnos et tant d'autres), mais aussi des célébrités humaines : Elisabeth Bathory, Vlad l'Empaleur, Etherlred II, Gilles de Rais, Caligula, Salomé, Catherine de Médicis, Marie-Antoinette, Thug Behram, les Kennedy, Pol Pot, Idi Amin Dada, Adolf Hitler, une foule de zombies nazis, avec ou sans costumes d'Halloween.
Puis, il s'avère que son dossier de damnation s'est perdu, et toute la procédure administrative est à recommencer. Et pour cela, il convient de prévoir une accumulation de chewing-gums Hollywood, de Twix, de Mars et de pop-corn pour amadouer les fonctionnaires infernaux, et espérer s'approcher du Prince des Messages et Prince des Mensonges.

## Personnages
- Madison Spencer, Maddy, Madison Desert Flower Rosa Parks Coyote Trickster Spencer
  - Antonio Spencer, père de Madison, producteur de cinéma
  - mère, actrice de cinéma, abonnée aux Oscars du cinéma et aux Emmy Awards
  - Goran Spencer, frère adoptif de Madison, mort en prison à 14 ans, poignardé
- Babette, dans son rôle d'über-pétasse de reine du lycée
- Leonard, l'intello coincé
- Patterson, le footballeur, le capitaine de l'équipe de foot, M. Musclor
- Archer (Archibald Merlin Archer), le rebelle, punk, à épingle à nourrice